# 牛宝伟
牛宝伟（1956年—），山东新泰人，汉族，中华人民共和国政治人物、第十二届全国人民代表大会山东地区代表。
毕业于中央广播电视大学农村行政管理专业。加入中国共产党。担任新泰市新汶实业公司总经理。2008年起担任全国人大代表。2013年，担任全国人大代表。2018年2月24日，当选为第十三届全国人大代表。